# 冠岳 (鹿児島県いちき串木野市)
冠岳（かんむりだけ）は、鹿児島県いちき串木野市と薩摩川内市の境に聳える山である。東西に伸びる稜線に沿って西岳（標高516メートル）、中岳（標高496メートル）、東岳（標高486メートル）が連なる。西岳山頂の上宮祠から東シナ海、霧島山、桜島、開聞岳などを一望できる。
秦の使者徐福が訪れたとする伝説があり、中世には頂峯院をはじめとして多数の寺社を擁する霊山であった。西岳、中岳、東岳にはそれぞれ熊野権現を勧請した神社があり、冠岳三所権現と呼ばれる。
中新世から鮮新世にかけて活動した古い火山の跡であり主として安山岩からなる。

## 歴史
山名の由来には以下の3説がある。
- 西岳を遠方から眺めると風折烏帽子に似ていることから。
- 冠に似ていることから。
- 徐福が冠を納めたことから。

『頂峯院来由記』によると6世紀後半に用明天皇が蘇我馬子に命じて東岳、中岳、西岳のそれぞれに社を建てさせ、東岳には勅願寺として興隆寺を設けたとされる。平安時代中期に阿子丸仙人が頂峯院を開山した。
中世において頂峯院は17の末寺を抱え、南九州における重要な学問中心地の一つであった。島津氏の信仰を受け、1478年（文明10年）とその翌年に桂庵玄樹が訪れている。しかしながら廃仏毀釈により明治2年に廃止された。
冠岳は金峰山と喧嘩をしたという伝説があり、金峰山が投げた材木に当たったため冠岳の肩が低くなり、一方、冠岳がススキの穂で目を射たため金峰山は片目になったといわれる。尚、金峰山と野間岳との間にも同様の伝説がある。

## 東岳周辺
冠岳神社
東岳神社、東岳熊野権現社、あるいは東宮とも呼ばれていた。東側に稲荷大明神社がある。祭神は櫛御気男命（くしみけのみこと、スサノオ）であり、これが串木野（くしきの）の語源になったとする説がある。
仙人岩
阿子丸仙人が修行したと言われる岩山であり、北西部は絶壁となっている。頂上付近に小石池あるいは硯の水と呼ばれる池があり、この水を使って書を習うと上達するといわれる。岩の西面に不動窟と呼ばれる洞窟があり、不動明王の像が安置されている。キクシノブ、ナギ、ヤッコソウなどを含む貴重な植物群落があり、「仙人岩の植物群落」として鹿児島県の天然記念物に指定されている。
頂峯院跡
かつて頂峯院があった場所。礎石のみ残されている。
護摩岩
1300年（正安2年）、島津忠宗の命により元寇に対する異国調伏祈願として護摩が焚かれた。1965年（昭和40年）、四国の岩屋寺から不動明王像が招請され岩の上に安置された。

## 中岳周辺
中岳神社
中岳熊野権現、あるいは中宮とも呼ばれていた。本地薬師如来が安置されている。祭神は事解男命（ことさかのおのみこと）。
大岩戸神社
断崖に開いた間口14-15メートルの岩窟にある。近くに蘇我煙草と呼ばれる自生のタバコがあり、蘇我馬子が種を蒔いたと言われる。このため煙草神社とも呼ばれる。
材木岳
岩の重なった形が材木を積み上げたように見えることから名付けられた。積んでいた材木が一夜にして岩に変わったといわれ、夜叉材木とも呼ばれる。材木岳権現が祀られている。頂上から桜島や開聞岳を望むことができる。

## 西岳周辺
西岳神社
西岳山頂の平地にある。西岳熊野権現社、あるいは西宮とも呼ばれていた。1678年（延宝6年10月4日）夜の火災で焼失している。1683年（天和3年）に再建され、1687年（貞享4年）に千手観音と不動明王像が安置された。祭神は速玉男命（はやたまおのみこと）。
冠嶽山鎭國寺頂峯院
1983年（昭和53年）に再興された新しい頂峯院。冠嶽八十八ヶ所歩き遍路の起点となっている。
天狗岩
巨岩が積み重なった形状を呈し、天狗の所行とされる。
阿弥陀堂
冠嶽山鎭國寺頂峯院の近くにある。

## 山麓
徐福展望公園
高さ6メートルの徐福像がある。

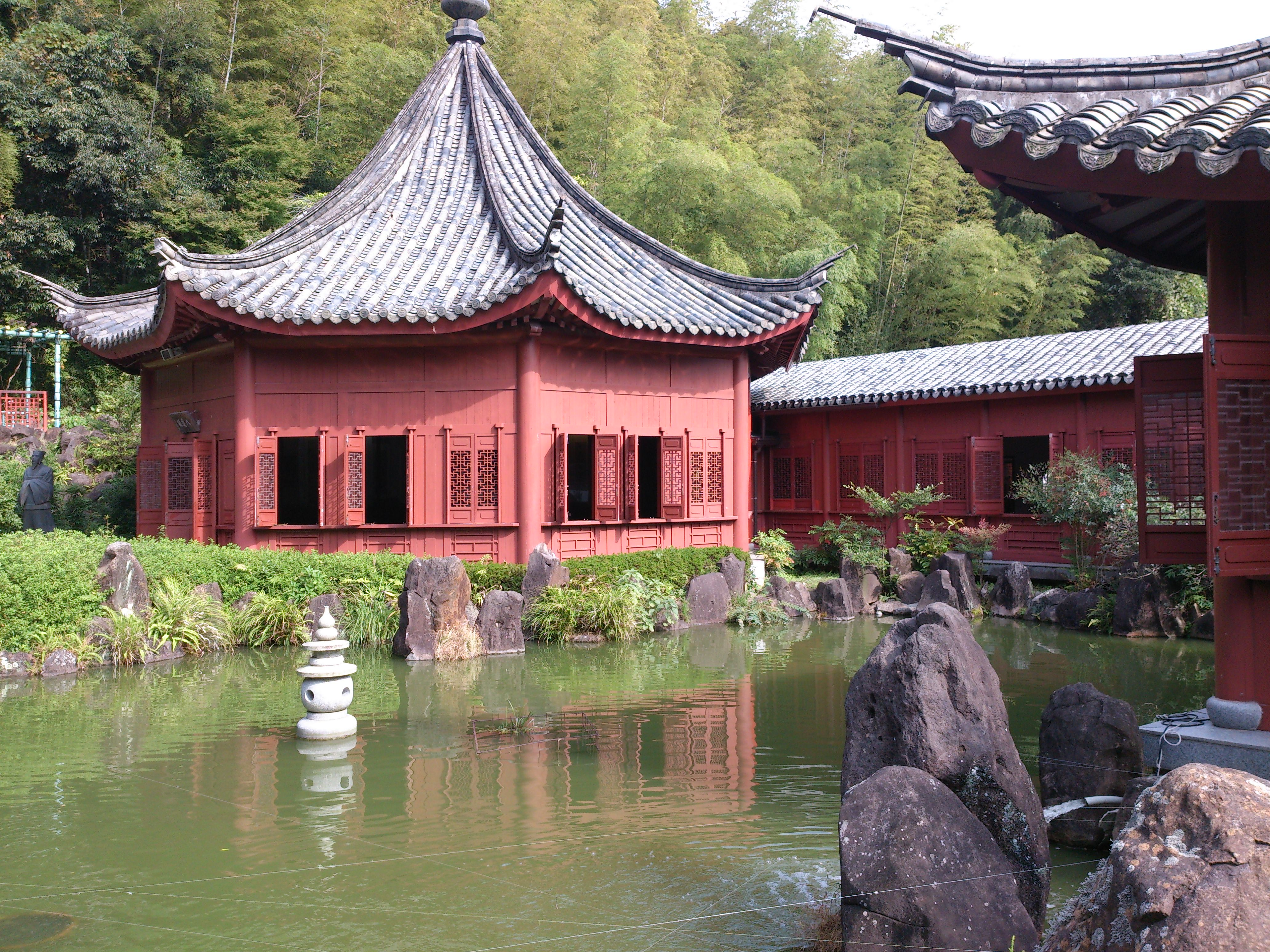
冠嶽園
徐福伝説にちなんで1992年（平成4年）に開設された中国庭園。